# 韩侍桁
韩侍桁（1908年3月2日—1987年），原名韩云浦，笔名侍桁、东声、索夫等，男，天津人，中国现代文学评论家、翻译家。

## 生平
韩侍桁早年毕业于天津同文书院，曾留学日本。1930年参加“左联”，次年执教于广东中山大学任教授。1934年起，韩侍桁任中山文化教育馆特约编译，1937年后任中央通讯社特约战地记者和该社总编辑室编审。1942年任重庆文风书局总编。1944年创办国际文化服务社。
他在1930年代曾写作大量的文艺批评文章，辑有《文学评论集》、《参差集》、《浅见集》。在批评作家作品和讨论“大众文艺”、“第三种人”等问题时，与某些左翼文学工作者乃至鲁迅展开论争。1933年侍桁发表《文坛上的新人》，对臧克家，徐转蓬，沙汀，艾芜，金丁以及黑婴六位年轻作家进行了评论在《曹雪芹写死》一文中，韩侍桁认为“《红楼梦》的作者，每临到死的场面，却总能避免过份地伤感，使死不失却了它的严肃性。 这一点，我认为是这作者的成功，而这在中国的旧文学里，也是比较独特的例子。”
韩侍桁早期的译作主要有1929年翻译的《现代日本小说》、丹麦批评家勃兰兑斯的《十九世纪文学之主潮》、《红字》（1940），1949年之后韩侍桁任齐鲁大学教授，以后先后在上海编译所，上海译文出版社工作，专门从事文学翻译。常和文学和翻译同好，比如李青崖、施蛰存、刘大杰、余上沅、罗玉君、邵洵美等聚会。晚期译作主要有《雪国》（1981）、《你往何处去》（1959），《妇女乐园》（1980）等。